# Annie Cooper
Annie Cooper (Suécia, 1983) é uma cantora, dançarina e atriz britânica, de origem sueca.
Frequentou a Sylvia Young Theatre School ao lado de Amy Winehouse e Jodi Albert.[carece de fontes?]
Atuou em  Coronation Street, Doctors, Footballers' Wives, Casualty, The Bill, Dream Team, Married Single Other, Not Going Out e muito mais. Atualmente trabalha entre Londres e Los Angeles.[carece de fontes?]